# Paleometocho
Paleometocho (gr. Παλαιομέτοχο) – wieś w Republice Cypryjskiej, w dystrykcie Nikozja. W 2011 roku liczyła 4145 mieszkańców.